# Chiesa di San Giacomo Apostolo (Arquata Scrivia)
La chiesa di San Giacomo Apostolo è la parrocchiale di Arquata Scrivia, in provincia di Alessandria e diocesi di Tortona; fa parte del vicariato di Arquata-Serravalle.

## Storia
La prima citazione di una chiesa ad Arquata risale al 1231. Questo edificio, in stile romanico, probabilmente era stato edificato nel XII secolo. L'attuale parrocchiale venne costruita all'inizio del XVI secolo e consacrata il 31 marzo 1546. Nella prima metà del XIX secolo la chiesa fu ampliata con la realizzazione di alcune cappelle laterali.

## Interno

### Cappella di San Giuseppe
Questa cappella fu costruita all'inizio dell'Ottocento ed ospita l'altare che appartenne sino al 1900 circa alla compagnia del Santissimo Rosario. Qui sono visibili, inoltre, un quadro raffigurante San Luigi Orione e degli affresco, i cui soggetti sono La fuga in Egitto, dipinta da Sante Bertelli, e le Anime Purganti.

### Cappella di San Pietro d'Alcantara
In questa cappella, che un tempo era nota come del Crocifisso, sono ospitati un quadro di Domenico Piola raffigurante San Pietro d'Alcantara adora la Croce l'altare della confraternita di San Carlo e una statuetta di fattura alto-atesina dell'Immacolata Concezione.

### Cappella di Santa Maria Ausiliatrice
Opere notevoli di questa cappella sono la statuetta della Madonna, collocata nel 1924, ed alcuni dipinti dei Santi Don Bosco, Maria Mazzarello, Domenico Savio.

### Cappella del Santissimo Rosario
Costruita intorno al 1570, questa cappella presenta un altare del 1655 ed una statuetta della Madonna col Bambino.

### Presbiterio
Il presbiterio ospita l'altare maggiore, opera del genovese Andrea Torre del 1762, un crocifisso settecentesco e il coro, realizzato nel 1764. 
Inoltre, dell'abside è visibile una pala del 1812 di Antonio Muratori raffigurante San Giacomo il Maggiore.

### Cappella del Sacro Cuore
L'opera più importante conservata in questa cappella è l'altare del Sacro Cuore, che, sino al 1579, era dedicato a Santa Caterina d'Alessandria.

### Cappella della Madonna della Mercede
Anticamente dedicata a San Gaetano Thiene, questa cappella ospita l'altare detto della Deposizione, un dipinto della Madonna della Mercede, del 1933, ed uno di Sant'Antonio di Padova, del 1904, ed un affresco raffigurante il Battesimo di Cristo, dipinto nel XIX secolo da Sante Bertelli.

### Cappella di Santa Maria Assunta
Qui è collocata una statua dell'Assunta, scolpita da Bartolomeo Carrea, e sono visibili degli affreschi di Sante Bertelli raffiguranti i Santi Marco, Giovanni, Matteo e Luca.

### Cappella di San Rocco
L'altare di questa cappella, che un tempo era chiamato di Santa Teresa o dei Santi Paolo e Giovanni, risale al XVII secolo e, sopra di esso, è collocata una statua del santo. Notevoli sono anche le raffigurazioni di San Pio da Pietrelcina e di Santa Rita da Cascia.

### Cappella del Crocifisso
Costruita per volere di Gio Antonio Spinola, questa cappella, un tempo nota come cappella di Santa Maria del Gonfalone, rimase proprio della sua famiglia fino al XX secolo. Questa cappella presenta una pala raffigurante Cristo crocefisso attorniato da angeli e da pie donne è una statuetta del Bambino di Praga.